# Anthaxia aresteni
Anthaxia aresteni es una especie de escarabajo del género Anthaxia, familia Buprestidae. Fue descrita científicamente por Baudon en 1959.